# Bruine aardschildpad
De bruine aardschildpad (Rhinoclemmys annulata) is een schildpad uit de familie Geoemydidae. De wetenschappelijke naam van de schildpad werd voor het eerst wetenschappelijk gepubliceerd in 1806 door John Edward Gray. Oorspronkelijk werd de wetenschappelijke naam Geoclemmys annulata  gebruikt. De bruine aardschildpad behoorde lange tijd tot het geslacht Geoemyda. 

## Uiterlijke kenmerken
De bruine aardschildpad is wat betreft grootte een gemiddelde soort uit de familie Geoemydidae en bereikt een schildlengte van ongeveer 20 centimeter. De schildkleur is bruin tot zwart maar tussen de verschillende populaties bestaat een grote variatie in kleuren en patronen, wat samenhangt met het grote verspreidingsgebied. Door de kleuren valt het schild vaak weg tegen de ondergrond van verdorde bladeren waarop de schildpad leeft.
Het schild is afgeplat en heeft een vage, licht gekleurde kiel op het midden. De groeiringen geven de schildplaten een ruw oppervlak. Het buikschild is donkerbruin tot zwart met gele randen, soms komt een gele middennaad van het buikschild voor. De kleine kop heeft een iets uit-stekende snuit en een gehaakte bek, aan de zijkant van de kop zijn drie gele strepen aanwezig die doorlopen op de nek.
Mannetjes zijn van vrouwtjes te onderscheiden door een langere en dikkere staart en een ondiepe kuil in het buikschild zodat hij makkelijker op haar kan klimmen tijdens de paring.

## Verspreiding en habitat
De bruine aardschildpad komt voor in Midden- en Zuid-Amerika: in Colombia, Costa Rica, Ecuador, Honduras, Nicaragua en Panama. De soort wordt aangetroffen in hooglanden tot een hoogte van 1500 meter boven zeeniveau. De habitat bestaat uit de oevers van rivieren, zowel in laaggelegen regenwouden als galerijbossen; dit zijn smalle stroken bos langs rivieren.

## Levenswijze
Over de voortplanting en levenswijze is weinig bekend. Het mannetje kwijlt tijdens de balts op de kop van het vrouwtje. Een legsel bestaat uit slechts één of twee eieren die ongeveer 3,5 bij 7 centimeter lang zijn. Als de jonge schildpadden uit het ei kruipen zijn ze al relatief groot en hebben een schildlengte van ongeveer 6,3 cm.
De bruine aardschildpad is een herbivoor die zich voedt met plantendelen zoals bladeren en verschillende zaden. De schildpad is dagactief, met een piek in de ochtend en ook na hevige regenval is er een verhoogde activiteit. 's Nachts schuilt de schildpad tussen de bladeren, bij hitte wordt het water opgezocht om af te koelen.